# AS Douanes (Niger)
Die Association Sportive des Douanes de Niamey, auch als AS Douanes bekannt, ist ein nigrischer Fußballklub mit Sitz in der Hauptstadt Niamey. Aktuell spielt der Verein in der ersten Liga.

## Geschichte
Der Verein wurde 2000 gegründet. Seit 2008 spielt der Verein in der ersten Liga. Bisher feierte der Verein zwei Meisterschaften und zwei Pokalsiege sowie zwei Supercup-Siege.

## Erfolge
- Nigrischer Meister: 2012/13, 2014/15
- Nigrischer Pokalsieger: 2016, 2022
- Nigrischer Supercupsieger: 2013, 2015

## Stadion

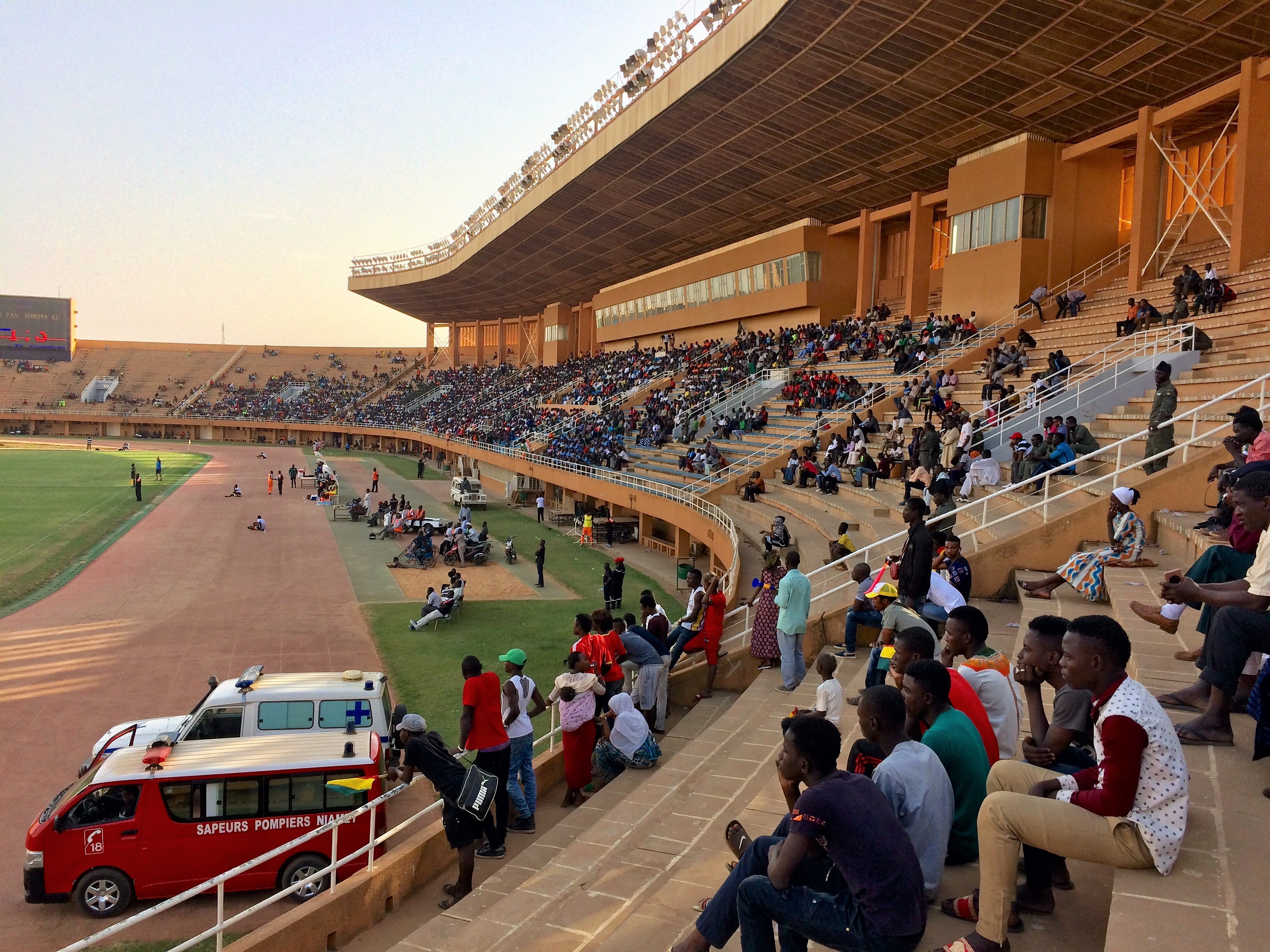
General-Seyni-Kountché-Stadion

Der Verein trägt seine Heimspiele im General-Seyni-Kountché-Stadion in Niamey aus. Das Stadion hat ein Fassungsvermögen von 35.000 Personen.

## Statistik in den CAF-Wettbewerben
| Jahr | Wettbewerb           | Runde    |
| ---- | -------------------- | -------- |
| 2014 | CAF Champions League | Vorrunde |